# James F. Crow
James Franklin Crow (* 18. Januar 1916 in Phoenixville bei Valley Forge, Pennsylvania; † 3. Januar 2012 in Madison, Wisconsin) war ein US-amerikanischer Genetiker und Professor für Genetik und Zoologie an der University of Wisconsin–Madison.

## Leben
Crow erwarb 1937 an der Friends University in Wichita (Kansas) einen Bachelor in Biologie und Chemie und 1941 bei J. T. Patterson und W. S. Stone an der University of Texas einen Ph.D. in Zoologie. Bevor er 1948 an die University of Wisconsin wechselte, gab er am Dartmouth College Kurse in Parasitologie, Hämatologie, Mathematik und Statistik. 1954 erhielt er an der University of Wisconsin eine ordentliche Professur. Auch über seine Emeritierung 1986 hinaus blieb er an dieser Universität.
Crow war verheiratet und hatte drei Kinder.

## Wirken
Crow galt als Autorität auf dem Gebiet der Populationsgenetik, Humangenetik und der genetischen Strahlenwirkung. Er hat erfolgreich mathematische Modelle in die Untersuchung menschlicher Erbgänge eingeführt und an Drosophila die Wirkung von Letalfaktoren auf die Genetik von Populationen untersucht. Weitere Beiträge betrafen den genetic load, die Zufallsstichprobe von Genen in kleinen Populationen oder die Abschätzung des Grades an Inzucht mittels Ähnlichkeiten der Nachnamen als Marker für den Einfluss von Mutationen auf genetische Störungen beim Menschen.
Crow war von 1952 bis 1957 Mitherausgeber der Fachzeitschrift Genetics und 1960 Präsident der Genetics Society of America (GSA). Crow wurde 1978 mit der Thomas Hunt Morgan Medal der GSA für sein Lebenswerk ausgezeichnet.
Crow war Mitglied der National Academy of Sciences (1961), der National Academy of Medicine, der American Philosophical Society (1966), der American Academy of Arts and Sciences (1966), Foreign Member der Royal Society (2001) sowie Ehrenmitglied der Japanischen Akademie der Wissenschaften. Die University of Chicago sowie die University of Edinburgh verliehen ihm die Doktorwürde ehrenhalber. Crow war führendes Mitglied in zahlreichen Kommissionen, darunter der National Academy of Sciences, der National Institutes of Health und der National Institutes of Justice, insbesondere zu Themen der genetischen Risikoabschätzung ionisierender Strahlung. Crow war Vorsitzender der Abteilung Genetik im ersten United Nations Scientific Committee on the Effects of Atomic Radiation (UNSCEAR).
An der University of Wisconsin–Madison gibt es seit 2009 ein J.F. Crow Institute for the Study of Evolution. Direktorin ist (Stand 2016) Nicole Perna.